# Gedeoni
I Gedeoni (The Gideons International) sono un'organizzazione cristiana evangelica che distribuisce copie della Bibbia e Nuovi Testamenti in oltre 100 lingue, e in 201 paesi nel mondo. L'associazione fu fondata nel 1899 negli Stati Uniti; dal 1908 iniziò a distribuire gratuitamente Bibbie nelle stanze degli hotel e motel, l'attività per la quale è principalmente nota.
Oggi è un'associazione internazionale di professionisti e imprenditori cristiani. Ogni anno vengono distribuite decine di milioni di copie di Bibbie e Nuovi Testamenti. Si stima che, dal 1908, ne sono siano state distribuite più di due miliardi di copie.
Il nome deriva da quello di Gedeone, giudice e condottiero d'Israele descritto nella Bibbia nel Libro dei Giudici.

## Storia
I Gedeoni nascono nell'autunno dell'anno 1898. John H.Nicholson di Janesville nel Wisconsin giunse al Central Hotel di Boscobel nel Wisconsin, per passarvi la notte. Dato che l'albergo era pieno, gli fu suggerito di occupare una stanza doppia insieme a Samuel E.Hill di Beloit nel Wisconsin. Dato che John Nicholson, da adolescente, aveva promesso alla madre morente di leggere la Parola di Dio e di pregare ogni giorno ed essendo quindi da allora sua abitudine leggere la Bibbia prima di coricarsi, i due uomini scoprirono di essere entrambi dei ferventi credenti. Recitando inginocchiati le loro preghiere serali, ebbero l'idea di fondare un'associazione.
Il 31 maggio 1899, incontratisi a Beaver Dam nel Wisconsin, stabilirono di riunire insieme i viaggiatori di commercio cristiani perché si conoscessero fra loro, per l'evangelizzazione personale e per un servizio unitario, ancora non ben definito, per il Signore. Decisero di indire una riunione a Janesville nel Wisconsin, nella sede dell'Associazione Mondiale di Giovani Cristiani, il 1º luglio 1899.
Erano presenti là solo tre persone: John H. Nicolson, Samuel E. Hill e Will J. Knights. Si organizzarono con Hill come presidente, Knights vicepresidente e Nicholson Segretario e tesoriere. Si pensò molto al nome che avrebbe dovuto avere l'associazione e, dopo aver pregato in modo speciale che Dio li guidasse nella scelta del nome giusto, Knights si alzò in piedi e disse: "Ci chiameremo Gedeoni".
Lesse i capitoli 6 e 7 del Libro dei Giudici dalla Bibbia e illustrò le ragioni che lo inducevano ad adottare il nome di "Gedeoni".
Gedeone era un uomo disposto a compiere esattamente la volontà di Dio, senza riguardo al suo parere personale e ai suoi propri piani o risultati. Le grandi componenti del suo carattere erano l'umiltà, la fede e l'ubbidienza. Questo è il principio che l'associazione dei Gedeoni cerca di mantenere fra tutti i suoi membri, cioè: ognuno sia pronto a compiere la volontà di Dio in ogni momento, in ogni luogo e in ogni modo indicato dallo Spirito Santo.
In considerazione del fatto che quasi tutti i Gedeoni, nei primi anni di vita dell'associazione, erano viaggiatori, sorse spontaneamente il problema di come testimoniare più efficacemente negli alberghi, dove essi erano costretti a trascorrere la maggior parte del loro tempo. Venne così suggerito di collocare una Bibbia sul banco di registrazione di ogni albergo a disposizione de clienti che intendessero prenderla in prestito.
Questo problema di "attività avanzate", come essi le chiamarono, venne attentamente considerato nella riunione del consiglio tenuta a Chicago il 19 ottobre 1907. Uno dei fiduciari suggerì addirittura che i Gedeoni rifornissero di una Bibbia ogni camera da letto degli alberghi degli Stati Uniti. Egli commentò: "...secondo me questo non solo sarebbe di stimolo alle attività dei membri dell'associazione, ma sarebbe pure un gentile atto di armonia con la missione divina dell'associazione dei Gedeoni". Questo progetto venne adottato dal Convegno di Louisville nel Kentucky, nel 1908.
È interessante notare che la pratica di contribuire al sostegno dei programmi di distribuzione delle Sacre Scritture da parte delle chiese, ebbe inizio proprio da un pastore. Solo due mesi dopo il Convegno di Louisville del 1908, venne indetto un Convegno di Stato a Cedar Rapids (Iowa). Il Segretario Nazionale Frank Garlick venne da Chicago. Egli e il fratello A. B. T. Moore presero parte a un incontro dell'Unione Ministeriale, al termine del loro programma, venne richiesto a fratello Garlick di esporre ai ministri il lavoro dell'associazione dei Gedeoni. Egli parlò della necessità di Bibbie per la distribuzione e, al termine del suo discorso, proprio il pastore del fratello Moore, il Dr.E.R.Burkhalter, della Chiesa Presbiteriana, si alzò e fece una proposta formale: "Che le Bibbie dei Gedeoni fossero poste in tutti gli alberghi locali e che l'Unione delle Chiese Presbiteriane fosse responsabile dei fondi". La mozione venne approvata all'unanimità e un Comitato venne nominato con lo scopo di procedere alla spartizione del costo tra quelle chiese, in proporzione alle loro possibilità.
Così nacque l'immagine dell'opera dei Gedeoni come "braccio esteso" della chiesa, e la chiesa stessa assunse inizialmente l'impegno del sostegno finanziario del programma di distribuzione delle Bibbie.

## Simbolo dei Gedeoni
Col passare del tempo il simbolo dei Gedeoni ha subito alcune varianti:
Nel 1947, quando fu completato a Chicago l'edificio della Sede Centrale, il Consiglio Internazionale pensò utile scegliere in modo definitivo, fra i diversi simboli, il migliore ed il più adatto a diventare il simbolo approvato ufficialmente.
Nel simbolo dei Gedeoni c'è un cerchio simbolo di Dio stesso, senza inizio, né fine; il cerchio è dorato perché simboleggia l'appartenenza a Dio. Come prima cosa un individuo, per essere Gedeone, deve essere nato di nuovo ed essere figlio di Re.
Nel simbolo c'è uno sfondo blu simbolo di una relazione celeste. In Esodo 28:28 il pettorale di pietre preziose indossato da Aronne portava i nomi delle tribù di Israele e doveva essere intessuto in blu per ricordare ai figli di Israele che erano figli di Dio.
Nel simbolo c'è una fiamma, la fiamma dà luce alla gente. In primo luogo per un cristiano la fiamma rappresenta la luce del mondo, Gesù Cristo nostro Signore. La fiamma è di colore rosso perché ci ricorda il prezioso sangue di Cristo che ci purifica dal peccato (Efesini 1:7).
Nel simbolo c'è una brocca, l'uso originale della brocca era per il trasporto di acqua, ma Gedeone la utilizzò per uno scopo diverso, cioè per contenere la luce (Giudici 7:16). Questo potrebbe voler rappresentare la volontà di Gedeone di accantonare scopi e propositi personali e usare il suo recipiente per portare la Luce del mondo, Gesù Cristo. La brocca è di colore bianco perché simboleggia la giustizia di Dio, della purezza della vita di colui che cammina con Dio (Apocalisse 19:8).
Perciò i Gedeoni si considerano recipienti che portano la luce e dicono agli altri, con la testimonianza personale e la distribuzione della Parola di Dio, che il sangue del Signore Gesù Cristo li ha resi bianchi, cioè purificati da tutti i peccati.

## Struttura organizzativa
Consiglio Internazionale. I membri del Consiglio Internazionale sono eletti dai delegati nel corso del Convegno Internazionale che ha luogo nel Luglio di ogni anno. Questo Consiglio rappresenta 16 Paesi e costituisce l'organo dirigente dell'Associazione. I suoi membri stabiliscono le politiche ed i princìpi da adottare per l'espansione mondiale del ministero.
Comitato Per l'Espansione Internazionale. È uno dei quattro comitati permanenti dell'Associazione i cui membri sono proposti dal Presidente, ma approvati dal Consiglio
(secondo l'Articolo 8, Sezione 1 dello Statuto).
Il Comitato per Espansione Internazionale sarà costituito da sei (6) membri provenienti dagli Stati Uniti d'America, ma includerà anche dei membri provenienti dalle Associazioni Nazionali del Livello I e II, che contribuiscono regolarmente a finanziare il Programma per l'Espansione Internazionale. Il numero totale di questi membri non supererà mai i nove.
Compito di questo Comitato sarà di amministrare i fondi a lui assegnati in accordo alle regole ed alle procedure approvate dal Consiglio Internazionale e di promuovere e controllare il lavoro svolto nei Paesi beneficiari.
Quindi il Comitato per l'Espansione Internazionale assume la responsabilità e la supervisione generale del lavoro dell'Associazione Internazionale dei Gedeoni nei Paesi senza Associazione Nazionale, mantenendo buone relazioni, stabilendo regole e princìpi e fornendo l'aiuto finanziario in funzione delle necessità, tutto secondo le regole e i princìpi stabiliti e secondo i fondi resi disponibili al Comitato dal Fondo per le Scritture.
Il Comitato per l'Espansione Internazionale dispone dell'autorità conferitagli dal Consiglio Internazionale e verso il quale risulta responsabile.

### Struttura in Italia
In Italia l'associazione arrivò nel 1965, con i primi pionieri americani e svedesi che uno dopo l'altro, cominciarono un vero e proprio lavoro capillare per far conoscere alle realtà evangeliche nazionali quali erano gli scopi e gli obiettivi della The Gideons International. Chiaramente incontrarono molte difficoltà e resistenze da parte dei conservatori di quell'epoca, ad ogni modo un primo campo (postazione evangelistica) nacque nella città di Roma, ma ebbe una breve durata, i tempi non erano ancora maturi per un'organizzazione internazionale come questa. Infatti, dopo poco il campo chiuse e ci vollero circa 10 anni per vedere la nascita di un nuovo campo (sempre a Roma) che diede poi inizio a quella che oggi è la nazione dell'Europa dell'ovest (a parte le associazioni nazionali) con il maggior numero di campi nel suo interno (117).
Attualmente la struttura italiana è composta da diversi funzionari che coordinano (in base al proprio ruolo) parti dell'associazione. L'Italia una delle poche nazioni che ha ottenuto il riconoscimento giuridico da Ministero dell'Interno ed è organizzata con un Presidente, un vice Presidente, un rappresentante legale, un tesoriere e un segretario.   Essendo poi una nazione con oltre 100 campi, la struttura è diretta dai seguenti funzionari ufficiali: Regional Director, National Director, Field Representative Italy, National Treasurer. Inoltre sono operativi il Dipartimento Informatico, Redazione, Zone Coordinators, Trainers, Church Ministry Coordinator, National Scriptures Coordinator, National Membership Coordinator, Auxiliary Coordinator.